# Péré, Charente-Maritime
Péré är en kommun i departementet Charente-Maritime i regionen Nouvelle-Aquitaine i västra Frankrike. Kommunen ligger  i kantonen Surgères som ligger i arrondissementet Rochefort. År 2018 hade Péré 366 invånare.

## Befolkningsutveckling
Antalet invånare i kommunen Péré
Referens:INSEE